# Why (平井堅單曲)
《why》，日本男歌手平井堅的第9張單曲。2000年5月10日發行。

## 概述
- 平井堅2000年的第二張單曲，也是第三張專輯《平井堅的歲月》先行單曲。
- 繼《樂園》走紅之後第二度嘗試R&B曲風。
- Oricon首週排行與《樂園》並列在第八位與第七位名次。

## 收錄曲目
1. why
  - 作詞：平井堅／作曲：松原憲
2. wonderful world
  - 作詞：藤林聖子／作曲.編曲：中野雅仁
3. why (CASSETTE VISION remix)
4. wonderful world (KREVA remix feat. KREVA from KICK THE CAN CREW)
5. why (less vocal)

## 外部連結
- Sony Music的作品介紹
  - 通常盤 （页面存档备份，存于）